# 日尼-比西
日尼-比西（法語：Gigny-Bussy，法語發音：[ʒiɲi bysi]）是法国马恩省的一个市镇，属于维特里勒弗朗索瓦区。该市镇于1966年由原市镇日尼欧布瓦（Gigny-aux-Bois）和比西欧布瓦（Bussy-aux-Bois）合并而成。

## 地理
日尼-比西（48°36'23"N, 4°34'14"E）面积22.45 平方千米，位于法国大東部大區马恩省，该省份为法国东北部内陆省份，北起阿登省，西北接埃纳省，西南接塞纳-马恩省，南至奥布省，东南接上马恩省，东临默兹省。
与日尼-比西接壤的市镇（或旧市镇、城区）包括：阿济利耶尔-讷维尔、布朗东维莱尔、德罗奈、利尼翁、圣谢龙、圣雷米昂布兹蒙-圣热内和伊松、松苏瓦。

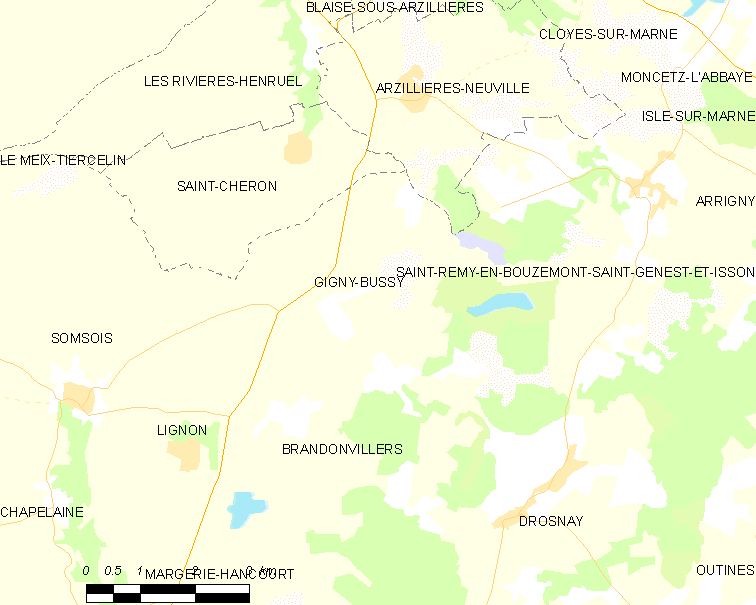
日尼-比西的OSM定位图

日尼-比西的时区为UTC+01:00、UTC+02:00（夏令时）。

## 行政
日尼-比西的邮政编码为51290，INSEE市镇编码为51270。

## 政治
日尼-比西所属的省级选区为塞迈兹莱班县。

## 人口

1962-2008年间日尼-比西人口变化图示

日尼-比西于2022年1月1日时的人口数量为227人。